# Pocchoeceri
Pocchoeceri – wieś w Gruzji, w regionie Megrelia-Górna Swanetia, w gminie Calendżicha. W 2014 roku liczyła 306 mieszkańców.